# Лопастная утка
Лопастная у́тка (лат. Biziura lobata) — водоплавающая птица семейства утиных, единственный вид в роде Biziura.

## Описание
Лопастные утки имеют выраженный половой диморфизм. Окраска обоих полов похожа, но самцы значительно крупнее самок (длина до 73 см, в среднем около 66 см, масса 1,8—3,1 кг). Самки достигают максимальной длины 55 см и весят от 1,0—1,9 кг. Однозначным признаком для определения пола может служить чёрный, в виде лопасти вырост на горле. Этот округлённый вырост кожи ниже клюва тянется у самцов вплоть до груди, у самок он имеется лишь рудиментарно. Во время сезона токования вырост у самцов набухает. Оба пола имеют серо-коричневое оперение со светлыми, тонкими полосами, верх головы, крылья и хвост почти чёрные. Нижняя часть груди, бока и брюхо беловато-коричневые с развитым чёрным крапом. Молодые птицы похожи на взрослых самок, их подклювье, однако, в большинстве случаев тёмно-жёлтое, а не серое. Ноги тёмно-серые. Радужка коричневая.

## Распространение
Область распространения лопастной утки охватывает два изолированных друг от друга участка ареала; один — на юго-западе Австралии, другой охватывает юго-восток Австралии и Тасманию. Иногда восточная популяция описывается как подвид, однако, в профессиональной среде это отклоняется. В период гнездования вид держится в абсолютно недоступных влажных областях и болотистых местностях с густой тростниковой растительностью. Вне сезона гнездования вид обитает частично около морского побережья и вблизи устьев рек. Численность оценивается в 20—50 тыс. взрослых птиц.

## Размножение
В зависимости от уровня воды сезон гнездования вида может сдвигаться, как правило, размножение происходит в сентябре и октябре. Самцы иногда достаточно агрессивно защищают место токования от сородичей и спариваются с несколькими самками, которые затем самостоятельно выводят своих птенцов. Гнездо, в которое в среднем откладывается от 3 до 4 яиц белого цвета с зеленоватым оттенком, строит, главным образом, из сухих соломинок и маленьких веточек, размещая его в густой растительности. Нередки смешанные кладки размером до 10 яиц. Яйца крупные — в среднем 79 × 54 мм, масса около 130 г. У утят верхняя сторона коричневая, а нижняя, наоборот, имеет белое пуховое оперение. Обычно из выводка выживает лишь 1—2 птенца. Живут и размножаются довольно долго — до 20 и более лет.

## Питание
Питание преимущественно состоит из беспозвоночных, иногда дополняется амфибиями и маленькими рыбами. Кроме того, редко и в незначительном количестве принимается растительный корм, прежде всего семена.